# Гнилой Танып
Гнилой Таны́п (баш. Үле Танып) — протока Белой, протекает по Краснокамскому району Башкортостана.
Устье реки находится в 101 км по правому берегу реки Белая. Длина реки составляет 32 км.

## Этимология
Местное название протоки — Уле Танып, где второе слово это родоплеменное название башкир — танып, а уле — «мёртвый». Это название образовалось как противопоставление реке — Тере Танып — «быстрый танып».

## Населённые пункты
По правому берегу протоки находятся населённые пункты (от истока к устью):
- деревня Старый Буртюк
- деревня Старая Бура
- деревня Новая Бура
- деревня Киреметево
- село Куяново
- деревня Редькино
- село Новый Каинлык

## Данные водного реестра
По данным государственного водного реестра России относится к Камскому бассейновому округу, водохозяйственный участок реки — Белая от города Бирск и до устья, речной подбассейн реки — Белая. Речной бассейн реки — Кама.
Код объекта в государственном водном реестре — 10010201612111100026435.